# Anna Alexejewna Orlowa-Tschesmenskaja

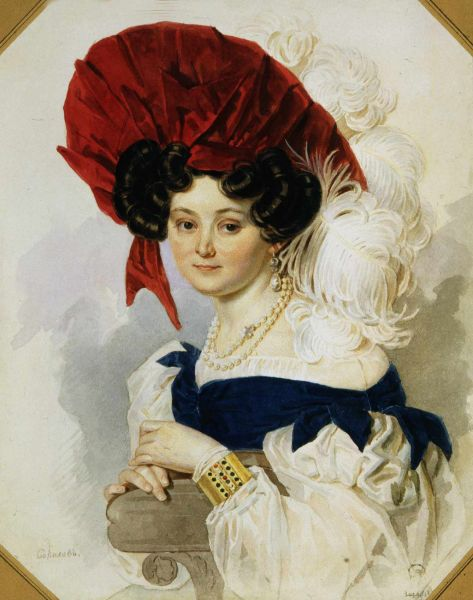
Anna Alexejewna Orlowa-Tschesmenskaja (P. F. Sokolow, 1830er Jahre)

Anna Alexejewna Orlowa-Tschesmenskaja (russisch Анна Алексеевна Орлова-Чесменская; * 2. Maijul. / 13. Mai 1785greg. in Moskau; † 5. Oktoberjul. / 17. Oktober 1848greg. im St.-Georgs-Kloster in Nowgorod) war eine russische Hofdame und Mäzenin.

## Leben
Orlowas Vater war der General en chef Graf Alexei Grigorjewitsch Orlow-Tschesmenski, der sich bereits im Ruhestand befand. Eineinhalb Jahre nach ihrer Geburt starb ihre Mutter und ein Jahr später ihr Bruder Iwan, so dass sie nun die einzige Tochter und Erbin ihres Vaters war. Jedoch hatte ihr Vater noch den 1763 geborenen unehelichen Sohn Alexander Alexejewitsch Tschesmenski. Orlow ließ sich in dem südlichen Moskauer Vorort Neskutschnoje an der Moskwa (jetzt Teil des Moskauer Neskutschny-Parks) nieder und widmete sich vollständig der Erziehung und Bildung seiner Tochter. Für sie wurde ein Palais mit Park gebaut, in dem Kostümbälle, Feuerwerke und Schauspiele stattfanden. Für ihre Bildung wurden studierte Lehrer eingeladen. Die Siebenjährige lernte Französisch, Deutsch, Englisch und Italienisch und wurde zum Fräulein am kaiserlichen Hof ernannt.
1796 brachte Orlow seine Tochter Gräfin Anna Orlowa nach St. Petersburg und stellte sie Katharina II. vor, die sie freundlich empfing. Nach dem Tode Katharinas II. im November 1796 ging Orlow mit seiner Tochter ins Ausland. Nach der Krönung Alexanders I. 1801 kehrte Orlow mit seiner Tochter aus Dresden nach Moskau zurück und ließ sich wieder in dem Palais in Neskutschnoje beim Donskoi-Kloster nieder. Orlowa erschien am kaiserlichen Hof, wo sie mit Wohlwollen aufgenommen wurde. Gawriil Romanowitsch Derschawin besang Orlowa 1801 in einem Gedicht, nachdem er sie auf einem Ball gesehen hatte. Ab 1803 erhielt Orlowa viele Heiratsanträge, beispielsweise auch von Alexander Borissowitsch Kurakin und Platon Alexandrowitsch Subow, die sie oder ihr Vater immer ablehnten, so dass Fjodor Wassiljewitsch Rostoptschin 1807 den entsprechenden regen Besuchsverkehr im Haus Orlow anschaulich beschrieb.
Als Orlow im Dezember 1808 nach kurzer Krankheit starb, richtete Orlowas Onkel Wladimir Grigorjewitsch Orlow die Beerdigung aus und bot ihr an, sie in sein Haus aufzunehmen. Orlowa lehnte dies ab und übernahm selbst die Verwaltung ihres Erbes sowie die Regelung der geschäftlichen Angelegenheiten ihres unehelichen Bruders Alexander Tschesmenski. Die bereits geplante Heirat mit Nikolai Maichailowitsch Kamenski verweigerte sie.
Nach der Regelung ihrer Angelegenheiten begab sich Orlowa auf eine Pilgerreise zunächst zum Kiewer Höhlenkloster und dann nach Rostow zu den Reliquien Dimitris von Rostow im Spasso-Jakowlewski-Kloster. Dort lernte sie den Mönch Amphilochius kennen, dessen geistliche Tochter sie nun wurde. Jedes Jahr zur Fastenzeit kam sie zu ihm ins Kloster, um zu fasten und Ostern zu feiern. Sie führte mit ihm eine umfangreiche Korrespondenz. Seine Briefe ließ sie mit Goldschnitt binden (die gesamte Korrespondenz wird in der Handschriftenabteilung der Russischen Staatsbibliothek aufbewahrt). Für das Kloster spendete sie reichlich auch nach dem Tod ihres geistlichen Vaters 1824, so für eine warme Steinkirche für die Durchführung von Wintergottesdiensten und für einen neuen Silberschrein für die Dimitri-Reliquien sowie für Gewänder und Ausstattungen.
Während des Französisch-Russischen Krieges 1812 rüstete Orlowa 18 Bauern für die Moskauer Opoltschenije aus und spendete darüber hinaus reichlich für die Ausrüstung der Moskauer Opoltschenije. 1817 wurde Orlowa zum Kammerfräulein ernannt, und Alexander I. schenkte ihr ein Porträt der Kaiserin Elisabeth Alexejewna.
Der Rektor des Geistlichen Seminars St. Petersburg empfahl Orlowa den Priestermönch Photios, der 1817 im Alexander-Newski-Kloster Mönch geworden war, als geistlichen Lehrer. Darauf verließ Orlowa Moskau, um sich in St. Petersburg Photios zu nähern. Jedoch mied Photios sie wegen ihres Reichtums und ihres Standes. Als Photios 1820 in St. Petersburg in der Kasaner Kathedrale die mystische Stimmung in der herrschenden Gesellschaft deutlich kritisierte, wurde er aus St. Petersburg entfernt und zum Vorsteher des armen und verfallenen Derewjanizki-Klosters im Norden Nowgorods ernannt. Darauf schickte Orlowa große Spenden an Photios zur Restaurierung des Klosters. Dank Orlowas Bemühungen konnte Photios 1822 nach St. Petersburg zurückkehren und Archimandrit im Alexander-Newski-Kloster werden. Als bald darauf Photios Vorsteher des St.-Georgs-Klosters in Nowgorod wurde, kaufte Orlowa dort bei dem Kloster ein Grundstück, auf dem sie sich als neuen Wohnsitz ein Herrenhaus bauen ließ. Sie spendete nun auch für dieses Kloster. Als 1823 dort die Winterkirche durch einen Brand zerstört wurde, schickte sie 40.000 Rubel für den Wiederaufbau. Darja Alexejewna Derschawina war mit Orlowa befreundet.
Zur Krönung Nikolais I. 1825 erhielt Orlowa den Orden der Heiligen Katharina mit kleinem Kreuz. 1828 begleitete sie Kaiserin Alexandra Fjodorowna auf ihren Reisen in Russland und ins Ausland. Orlowa gab weiter bewunderte Empfänge und Bälle für die höhere Gesellschaft.
1831 ließ Orlowa die sterblichen Überreste ihres Vaters und seiner Brüder nach Nowgorod zur Bestattung im St.-Georgs-Kloster überführen. Orlowas enges Verhältnis zu Photios war Gegenstand mancher Gerüchte. Alexander Puschkin schrieb darüber zwei ätzende Epigramme. Dagegen wiesen Dorothea von Ficquelmont und andere alle Verdächte zurück. Im Februar 1838 starb Photios nach langer Krankheit im Beisein Orlowas. Sie bereitete dann neben dem Marmorsarkophag von Photios ihr eigenes Grab vor. 1845 verkaufte sie an den Staat das Gestüt ihres Vaters, in dem die Orlow-Traber gezüchtet wurden. Sie bemühte sich, das Schicksal ihrer Bauern zu verbessern. Sie förderte die Christianisierung der Tschuwaschen unter ihren Bauern im Gouvernement Samara.